# No Sanctuary (The Walking Dead)
"No Sanctuary" là tập đầu tiên trong Phần 5 của series phim truyền hình The Walking Dead. Tập phim được phát sóng trên kênh AMC của Mỹ vào ngày 12 tháng 10 năm 2014. Khi phát sóng, tập phim đã đạt được xếp hạng cao với 17,29 triệu người xem trong đó có 8,7 triệu người từ 18-49 tuổi.

## Nội dung tập
Tập phim mở đầu bằng một cảnh xảy ra trong quá khứ tại Terminus, Gareth và những cư dân ở đây đang bị nhốt bên trong một toa xe lửa trong khi những tên côn đồ bên ngoài đang tra tấn và hãm hiếp một số người khác. Alex tỏ vẻ hối hận khi họ đã dựng nên những biển hiểu mời những người khác đến Terminus, anh cho rằng lẽ ra họ không nên để những kẻ như vậy đến đây. Gareth liền đáp lại rằng: "Chúng ta chỉ đang cố làm điều tốt thôi mà. Chúng ta vẫn còn nhân tính". Nhưng khi Alex hỏi rằng: "Vậy giờ chúng ta là gì?", Gareth chỉ im lặng nhìn mà không đáp lại.
Quay trở lại thời điểm hiện tại, Rick và nhóm của anh vẫn đang bị giam giữ bên trong toa xe lửa. Họ âm thầm chuẩn bị những vũ khí tự chế để chuẩn bị sẵn sàng chiến đấu với người của Terminus. Mặc dù vậy, những kẻ bên ngoài lại thả bom hơi vào từ trên nóc toa xe lửa, khiến nhóm Rick mất khả năng kháng cự.
Rick, Daryl, Glenn và Bob bị chúng lôi ra ngoài và đưa đến một căn phòng trông giống như lò mổ, nơi mà những cư dân Terminus lấy gậy đập vào đầu và dùng dao rạch cổ những nạn nhân bị chúng bắt giữ theo một quy trình hết sức gọn ghẽ. Máu chảy ra từ cổ những người này khi chảy xuống sẽ trôi qua một lỗ thoát nước bên dưới (ngầm hiểu rằng người của Terminus muốn làm xác những nạn nhân này cạn máu để chuẩn bị chế biến thịt của họ). Người đầu tiên bị chúng đập đầu và rạch cổ là Sam – anh chàng mà Rick và Carol đã gặp trong lúc đi tìm nhu yếu phẩm trước khi Carol bị trục xuất khỏi nhóm nhà tù.
Gareth bước vào căn phòng cùng một cuốn sổ và cây bút để ghi chép lại một số dữ liệu. Khi chuẩn bị đến lượt Glenn bị chúng xử quyết, Gareth bỗng xen ngang để hỏi tên đang cầm gậy về việc đếm số đạn mà hắn đã dùng. Bob bỗng đề nghị được tháo vải bịt miệng và nói chuyện với chúng. Khi Gareth tháo vải bịt miệng cho anh, Bob nói rằng họ nên thử một lần làm lại trật tự thế giới, vì nhóm của anh có một người (Eugene) biết cách chữa căn bệnh này. Tuy nhiên, Gareth nói rằng sẽ chẳng bao giờ có chuyện họ có thể làm lại, nói xong, hắn bịt miệng Bob trở lại và mở miếng bịt miệng của Rick ra. Gareth nói rằng người của hắn nhìn thấy nhóm Rick đi vào rừng cùng một chiếc túi, sau đó đi ra thì thấy chiếc túi đã biến mất. Gareth dí dao và mặt Bob để ép Rick phải khai ra trong chiếc túi đó có gì. Trước tình cảnh đó, Rick đành phải thừa nhận rằng trong túi đó chứa khá nhiều vũ khí. Khi Gareth bịt miệng Rick lại để cho những tên hành xử kia tiếp tục công việc, bỗng có những tiếng súng vang lên bên ngoài. Gareth liền thử dùng bộ đàm liên lạc với những tên ở ngoài nhưng không nhận được hồi đáp. Bất ngờ, một tiếng nổ cực kỳ lớn vang lên và làm rung chuyển cả mặt đất.
Quay trở lại thời điểm trước khi sự việc xảy ra, Carol, Tyreese và Judith vẫn đang đi theo đường ray và đã sắp đến được Terminus. Họ buộc phải lẩn trốn một nhóm lớn xác sống đang tiến đến. Bỗng nhiên, hàng loạt những tiếng súng vang lên từ phía Terminus đã thu hút đám xác sống đi theo.
Sau khi lũ xác sống đã đi, họ tiếp tục hành trình và tình cờ đi qua một căn nhà gỗ nhỏ, nơi Martin - một thành viên khác của Terminus đang chuẩn bị bệ phóng pháo hoa để đánh lạc hướng cho đám xác sống tránh xa Terminus. Carol và Tyreese nghe thấy hắn nói chuyện qua bộ đàm về "một ả đàn bà cầm kiếm" và "một thằng nhỏ đội mũ". Nhận ra rằng hắn đang nói về Michonne và Carl, từ phía sau, Carol chĩa súng và đe dọa hắn. Họ đưa Martin vào trong căn nhà gỗ và trói tay hắn lại. Carol liền lấy đám pháo hoa của hắn và một mình đến Terminus, trong khi Tyreese ở lại để canh chừng Martin và chăm sóc cho Judith. Sau khi Carol đã đi khỏi, Martin nói rằng Tyreese nên lấy chiếc xe của hắn và rời khỏi cùng Judith, nếu không hôm nay họ sẽ phải chết và hắn thực sự không muốn làm vậy.
Carol giết chết một xác sống và sử dụng thịt và máu của nó để bôi lên người mình nhằm tạo lớp ngụy trang đánh lạc hướng đám walker, sau đó dùng đất thoa khắp mặt và tóc. Ở lớp hàng rào bên ngoài Terminus, cô nhìn thấy người của Gareth đưa Rick, Daryl, Glenn và Bob đi đến lò mổ. Khi nhóm giết xác sống ngoài hàng rào của Terminus hoảng loạn bỏ chạy vì nhìn thấy một bầy lớn walker đang hướng đến. Carol dùng súng và bắn về phía thùng khí gas được đặt trong sân của Terminus, khiến khí gas từ trong bình xì ra. Sau đó, cô châm lửa đốt cây pháo hoa của Martin, khiến nó phóng về phía thùng xăng và gây nên một vụ nổ cực kỳ lớn. Đám xác sống gần đó bị bắn văng tung tóe, hàng loạt cửa kính của Terminus bị vỡ và hàng rào cũng đã bị phá bỏ. Walker từ bên ngoài lúc này bắt đầu tràn vào bên trong và ăn thịt những cư dân Terminus.
Bên trong lò mổ, Gareth dặn 2 tên đang làm nhiệm vụ hành quyết không được đi đâu trong khi hắn ra ngoài để kiểm tra. Nhân cơ hội này, Rick dùng một khúc gỗ nhọn tự chế để cắt dây trói tay của mình. Anh nhanh chóng giết chết hai tên kia và giải thoát cho Daryl, Glenn và Bob.
Phía bên ngoài, Mary hoảng hốt nhìn đám xác sống bên ngoài tràn đến và vội vã chạy vào phòng tưởng niệm để lẩn trốn. Cùng lúc này, Carol (vẫn trong lớp vỏ bọc), cùng với đám xác sống tiến vào bên trong. Cô lợi dụng tình thế và dùng súng để hạ gục những tay bắn tỉa dưới đất và trên nóc nhà.
Trong khi đó, Maggie, Carl, Michonne, Sasha, Abraham, Rosita, Eugene và Tara có vẻ đang khá lo lắng khi nghe thấy những âm thanh hỗn loạn phía bên ngoài toa xe lửa.
Khi Rick, Daryl, Glenn và Bob đang ra khỏi lò mổ, họ nhìn thấy những phần cơ thể con người sau khi được sơ chế đang được treo lơ lửng. Rick liền nói với những người còn lại rằng nếu họ gặp bất kỳ cư dân Terminus nào khác, hãy giết chết chúng mà không cần chần chừ. Nhóm của Rick nghe thấy tiếng hét của ai đó phát ra từ phía bên trong một thùng container. Glenn liền nói rằng họ cần phải cứu người đang bị giam giữ đó. Nhưng khi họ làm vậy, một kẻ điên từ bên ngoài chạy ra, bật cười và hét lên những lời vô nghĩa trước khi hắn bị một xác sống tóm được và ăn thịt. Glenn liền dùng gậy lao tới đập con walker nhưng đã bị những người khác lôi lại núp sau thùng container để tránh bị đám xác sống khác phát hiện. Họ bỗng nghe thấy tiếng súng hạ đám walker của những cư dân Terminus khác. Rick và Daryl liền chạy đến một chiếc xe gần đó nấp và chờ cho tất cả những kẻ đang có súng đó đi qua. Đến tên cuối cùng, Rick chạy ra từ đằng sau dùng thanh gỗ đâm chết hắn, sau đó cướp súng của hắn và bắn hạ tất cả những kẻ còn lại.
Carol đi vào bên trong những căn phòng ở khu nhà Terminus. Căn phòng đầu tiên mà cô thấy là nơi mà người của Terminus để những vật dụng họ cướp được từ các nạn nhân khác. Cô nhìn thấy và liền lấy lại chiếc đồng hồ của Rick (mà anh đã cho Sam mượn) và chiếc nỏ của Daryl. Sau đó, Carol đi qua căn phòng tưởng niệm đầy nến. Từ phía sau, Mary bất ngờ lên đạn và đe dọa Carol phải bỏ vũ khí xuống và quay mặt lại. Carol vờ như chuẩn bị bỏ vũ khí xuống nhưng chộp lấy cơ hội và quay lại xả súng về phía Mary, khiến bà ta làm rơi súng của mình. Khi Mary chuẩn bị nhặt súng lên, Carol lập tức chạy tới đá nó đi. Mary liền lao về phía Carol và giữa hai người xảy ra ẩu đả. Cuối cùng khi Carol đã chĩa súng vào người Mary, bà ta đành thở dài và kể lại quá khứ của Terminus, những gì từng xảy đến cho cư dân tại đây. "Hoặc là bạn làm đồ tể, hoặc là phải làm súc vật" - Mary nói. Khi Carol chĩa súng và yêu cầu Mary nói ra nơi giam giữ nhóm Rick, bà ta chỉ nhìn cô và không đáp lại. Carol liền bắn vào chân của Mary và mở cảnh cửa đi ra ngoài, để mặc cho đám walker tràn vào trong và xé xác Mary."
Quay trở lại căn nhà gỗ, Tyreese bị xao lãng khi có một số xác sống xuất hiện bên ngoài. Nhân cơ hội, Martin đã tháo được dây trói và chạy tới giữ lấy người Judith. Hắn đe dọa sẽ giết cô bé nếu Tyreese không mở cửa và đi ra ngoài. Khi bị Martin quát to cảnh cáo, không còn lựa chọn nào khác, Tyreese liền đi ra ngoài và hét lên khi một số xác sống lao về phía anh. Một lúc sau, tiếng động bên ngoài bỗng nhiên im bặt. Martin liền định nhìn ra ngoài kiểm tra xem Tyreese còn sống không thì từ bên ngoài, anh lao vào và vật hắn xuống đất, sau đó giáng liên tục những cú đấm vào mặt hắn. Phía bên ngoài, xác của walker nằm la liệt do bị chính Tyreese hạ bằng tay.
Trong toa xe lửa, khi bị những người khác tra hỏi về việc cứu chữa dịch bệnh, Eugene liền nói rằng anh từng giúp những kỹ sư chế tạo ra vũ khí mầm bệnh để chống lại những mầm bệnh khác. Anh tiết lộ rằng nhóm của mình từng phát minh ra một hệ thống có thể giết chết toàn bộ loài người trên hành tinh này, và họ có thể dùng hệ thống tương tự để tiêu diệt toàn bộ xác sống.
Đúng lúc đó, nhóm của Rick đến và giải cứu những người còn lại ra khỏi toa. Họ nhanh chóng chiến đấu lại đám walker và mở đường để thoát khỏi Terminus. Trong lúc đang thoát khỏi, Rick đã bắn trúng vai của Gareth và khiến hắn ngã xuống.
Rick dẫn cả nhóm vào trong rừng nơi đã chôn túi vũ khí để lấy lại nó. Anh muốn tất cả họ cùng quay lại và giết chết tất cả những cư dân Terminus còn lại nhưng gặp phải sự phản đối của tất cả mọi người. Họ cho rằng hàng rào đã sụp đổ, mọi người đã sống sót thoát được ra ngoài rồi, và chuyện nên kết thúc tại đây. Đúng lúc đó, Carol đi đến từ phía sau họ, và Daryl là người nhìn thấy cô đầu tiên. Anh lập tức chạy đến và ôm chặt lấy cô, cả hai cùng bật khóc trong niềm vui sướng khi thấy người kia vẫn còn sống. Rick với vẻ mặt ngỡ ngàng đi đến và hỏi liệu toàn bộ chuyện này có phải là do Carol làm không, sau đó anh ôm lấy cô và nói lời cảm ơn vì đã cứu mạng cả nhóm.
Carol dẫn mọi người đến căn nhà gỗ, vừa lúc Tyreese bế Judith ra ngoài đợi họ trở về. Rick và Carl lập tức chạy tới bế Judith và bật khóc trong hạnh phúc trong khi Sasha ôm chặt lấy anh trai mình.
Khi cả nhóm đang tạm nghỉ ngơi, Tyreese kể với Carol rằng anh đã giết Martin. Rick quyết định rằng họ sẽ đi đến nơi càng xa Terminus càng tốt. Rosita ra dấu nhắc Abraham nói với Rick về kế hoạch đến Washington của họ, tuy nhiên Abraham đáp rằng anh sẽ tìm thời điểm thích hợp và nói sau. Cả nhóm lên đường đi theo đường ray cho đến khi gặp một biển hiệu khác của Terminus. Rick liền dừng lại và dùng đất sửa lại nội dung trên tấm biển, chỉ còn lại chữ "No Sanctuary".
Một cảnh trong quá khứ tại Terminus lại hiện lên, tên thủ lĩnh của những kẻ đã đàn áp những người sống tại đây (cũng chính là kẻ điên trong thùng container được nhóm Glenn và Rick giải thoát ra ngoài) bước vào bên trong toa xe nhốt các cư dân. Hắn đẩy Mary ngã xuống và lựa chọn ra một người phụ nữ trẻ khác để nhóm hắn hãm hiếp tiếp, sau đó chúng lôi cô ấy đi. Gareth cố gắng trấn tĩnh mẹ mình đang trong tâm trạng hoảng loạn rằng mọi việc ổn rồi. Tuy nhiên, tên thủ lĩnh kia nói rằng: "Không, không ổn đâu" và vả mạnh vào mặt anh. Hắn bỏ đi và để lại Gareth với ánh mắt thù hận, anh hứa với Mary rằng họ sẽ dành lại được Terminus. "Hoặc là làm đồ tể, hoặc là phải làm súc vật" - Gareth nói.
Vài tuần sau khi nhóm Rick đã thoát khỏi được Terminus và đi qua tấm biển hiệu trên đường ray. Một người bí ẩn đeo mặt nạ đặt chân đến và nhìn thấy tấm biển ghi "No Sanctuary". Ông ta liền dừng lại và tháo mặt nạ ra. Đó chính là Morgan. Chợt Morgan nhìn thấy hàng loạt những ký hiệu được khắc trên thân cây (một vòng tròn với dấu X bên trong) và liền đi theo những ký hiệu đó."

## Diễn viên

### Diễn viên chính
- Andrew Lincoln vai Rick Grimes
- Norman Reedus vai Daryl Dixon
- Steven Yeun vai Glenn Rhee
- Lauren Cohan vai Maggie Greene
- Chandler Riggs vai Carl Grimes
- Danai Gurira vai Michonne
- Melissa McBride vai Carol Peletier
- Michael Cudlitz vai Abraham Ford
- Emily Kinney vai Beth Greene*
- Chad Coleman vai Tyreese Williams
- Sonequa Martin-Green vai Sasha Williams
- Lawrence Gilliard Jr. vai Bob Stookey
- Josh McDermitt vai Eugene Porter
- Christian Serratos vai Rosita Espinosa
- Alanna Masterson vai Tara Chambler
- Andrew J. West vai Gareth

### Diễn viên định kỳ
- Denise Crosby vai Mary
- Tate Ellington vai Alex
- Chris Coy vai Martin
- Robin Lord Taylor vai Sam
- Lennie James vai Morgan Jones

### Các diễn viên phụ khác
- Charlotte & Clara Ward vai Judith Grimes
- Anissa Matlock vai Cư dân Terminus
- Nelson Bonilla vai Cư dân Terminus
- Justice Leak vai Cư dân Terminus
- Adam Boyer vai Cư dân Terminus
- Owen Harn vai Tù nhân Terminus

*Không xuất hiện trong tập này

## Cái chết trong tập
- Sam
- Mary
- Nhiều thành viên của cộng đồng Terminus
- Ít nhất 4 người bị giam giữ tại Terminus

## Đánh giá
"No Sanctuary" nhận được sự tán thưởng nhiệt liệt từ giới phê bình. Đa phần các chuyên gia đều đánh giá cao sự kịch tính và những chi tiết táo bạo trong tập phim. Trên trang Rotten Tomatoes, toàn bộ 100% 37 bài phê bình đều mang tính tích cực.
Trong bài đánh giá với điểm 9 trên 10 của mình, Matt Fowler của trang IGN nhận xét rằng tập phim này mang đến "một bầu không khí đầy hỗn loạn và bạo lực". "Cuối cùng thì các anh hùng của chúng ta đã đại thắng và có một cuộc đoàn tụ đầy xứng đáng. Nếu như hai tập "Indifference" và "The Grove" của mùa phim trước đưa Carol lên một tầm cao mới, thì "No Sanctuary" đã giúp nhân vật này có thêm lượng người hâm mộ đông đảo, bằng cách biến cô ấy từ một con người khó có thể sinh tồn trong thế giới đại dịch (như trước đây) trở thành một chiến binh thực thụ". Terri Schwartz từ trang Zap2it đánh giá rằng dù đã đến mùa thứ 5 nhưng The Walking Dead vẫn có thể kể được những câu truyện hoàn toàn mới mẻ và mang đến cho khán giả nhiều cảm xúc.
Tuy nhiên, "No Sanctuary" vẫn có nhiều điểm vấp phải sự chỉ trích. Joanna Robinson của tạp chí Vanity Fair cảm thấy tập phim thực sự quá vô lý khi không có thành viên nào trong nhóm Rick bị "sứt mẻ miếng thịt nào" dù xung quanh là lửa, xác sống lẫn kẻ địch. Việc cả 13 người trong nhóm đều toàn mạng thoát khỏi Terminus khiến Robinson thậm chí coi đây như "trò đùa tệ hại nhất trong lịch sử phim truyền hình". Zack Handlen từ trang The A.V. Club thì mặc dù cho tập phim điểm A- (trên thang điểm từ F tới A) nhưng vẫn cảm thấy rằng diễn biến của "No Sanctuary" khá nhanh và lẽ ra cốt truyện về Terminus nên kéo dài hơn một chút.

## Bên lề
- Lần xuất hiện đầu tiên của: Martin
- Tên của tập phim "No Sanctuary" ngụ ý cho hành động của Rick cuối tập phim, dùng bùn đất sửa lại nội dung biển hiệu của Terminus để chứng minh đây không phải là "nơi an toàn" như nó đã được quảng bá.
- Đây là tập phim mở đầu cho một mùa phim có nhiều cái chết nhất từ trước đến nay
- Phần 5 này đánh dấu sự thay đổi trong đoạn intro mở đầu giới thiệu dàn diễn viên chính của phim
- Xác của Alex có thể nhìn thấy bị chính những người cùng trong cộng đồng Terminus mổ xẻ để láy thịt ở đầu tập phim
- Tập phim này tiết lộ rằng Mary là mẹ của Gareth (anh trai) và Alex (em trai)
- Tập phim đánh dấu sự quay trở lại của Sam kể từ lần cuối xuất hiện trong tập 4 phần 4.
- Đây là tập phim thứ 3 mà Morgan Jones xuất hiện, đánh dấu sự quay trở lại của ông kể từ lần cuối xuất hiện trong tập "Clear". Greg Nicotero tiết lộ rằng Morgan phát hiện ra tấm biển về Terminus ít nhất là vài tuần sau khi nhóm Rick đã rời khỏi.
- Emily Kinney (Beth) và Chad Coleman (Tyreese) chính thức lần đầu được đưa lên dàn cast chính được hiện tên đầu phim mặc dù đã là diễn viên chính từ phần trước đó
- Sonequa Martin-Green (Sasha), Lawrence Gilliard Jr. (Bob), Alanna Masterson (Tara), Christian Serratos (Rosita), Josh McDermitt (Eugene) và Andrew J. West (Gareth) được credit cùng các diễn viên định kỳ trong mục Also Starring mặc dù đều là diễn viên chính trong phần này
- Rick ngăn Bob không dùng dao đâm vào đầu những đã bị cư dân Terminus cắt cổ để họ có thể biến đổi thành xác sống và trở thành mối đe dọa cho cư dân Terminus. Điều này cũng tương tự với việc Rick đã làm với Lou, để hắn trở thành mối đe dọa cho nhóm của Joe (Phim).
- 4 phút đầu của tập phim này đã được AMC tiết lộ 1 ngày trước đó (12/10)
- Tập phim tiết lộ rằng Terminus là một nhóm người man rợ sử dụng thịt của những nạn nhân để sinh tồn. Họ là phiên bản phim của The Hunters trong truyện, và Gareth là phiên bản phim của Chris.
- Scott Gimple xác nhận rằng kẻ điên dại ở trong thùng container mà nhóm Rick gặp chính là kẻ trước đây từng đàn áp cộng đồng Terminus (có thể thấy trong cảnh cuối tập phim)
- Cuối tập phim, Carol nói về việc lửa tại Terminus vẫn chưa tắt dựa theo màu khói bốc lên. Đây chính là ngụ ý cho những lời Mika từng nói với cô trong tập 14 Phần 4 - "The Grove".
- Trong cảnh mà Martin đặt tay lên cổ Judith để đe dọa, thực ra đó là tay của bố em bé.
- Emily Kinney (Beth) không xuất hiện trong tập này, việc này đánh dấu lần đầu tiên một nhân vật chính không xuất hiện trong tập đầu mùa phim.

## Lỗi phim
- Trong cảnh Carol chuẩn bị bắn về phía thùng khí gas ở Terminus, 2 người đàn ông cư dân tại đây có thể được nhìn thấy chạy qua thùng xăng đó từ phía bên trái. Tuy nhiên, khi camera zoom lại gần và Carol nã phát đạn đầu tiên (không trúng thùng gas), 2 người đàn ông này lại được nhìn thấy chạy qua thùng xăng từ bên trái một lần nữa.
- Khi kẻ cầm gậy trong lò mổ của Terminus bị giết bởi Rick, chiếc tạp dề mà hắn đang đeo dính rất ít máu. Tuy nhiên, sau khi bị nhóm Rick để mặc cho biến đổi thành xác sống và chạm trán Rick không lâu sau đó, thân trên tạp dề của hắn dính rất nhiều máu.
- Khi Rick nói lời cảm ơn với Tyreese, cánh cửa của căn nhà gỗ mà trước đó Tyreese đã đóng lại được nhìn thấy mở ra. Ngay cảnh tiếp theo, cảnh cửa lại được nhìn thấy đã đóng lại."[11]